# Штайнхаген (Передняя Померания)
Штайнхаген (нем. Steinhagen) — община в Германии, в земле Мекленбург-Передняя Померания.
Входит в состав района Северная Передняя Померания. Подчиняется управлению Нипарс. Население составляет 2623 человека (на 31 декабря 2010 года). Занимает площадь 33,54 км².